# Révolution sandiniste
La révolution sandiniste ou révolution nicaraguayenne (en espagnol : Revolución Nicaragüense ou Revolución Popular Sandinista) désigne, au Nicaragua, l'opposition croissante à la dictature de la famille Somoza dans les années 1960 et 1970, la campagne menée par le Front sandiniste de libération nationale (FSLN) qui a conduit à la chute violente de la dictature en 1979 et les efforts subséquents du FSLN, qui a présidé à partir de 1979 jusqu'en 1990, pour réformer la société et l'économie du pays, ce en dépit de l'embargo américain. La révolution n'est pas seulement importante pour le Nicaragua, l'Amérique centrale et le continent américain, elle a également marqué l'un des moments les plus tendus du développement de la guerre froide.

## Histoire
En 1988, à la suite de l'incursion de troupes sandinistes au Honduras (ce dernier étant accusé de soutenir la rébellion Contras), les États-Unis déclenchent l'opération Golden Pheasant (en français : « faisan doré ») et font déployer des troupes dans le sud de ce pays, notamment à la base aérienne de Soto Cano et près de la frontière nicaraguayenne.
Les sandinistes ont été accusés de graves atteintes aux droits humains pendant le conflit, notamment de tortures, de disparitions forcées et d'exécutions massives,. La Commission interaméricaine des droits de l'homme a enquêté et confirmé les exactions commises par les forces sandinistes, notamment l'exécution de 35 à 40 Miskitos en décembre 1981 et l'exécution de 75 personnes en novembre 1984,.
La guerre est aussi psychologique, livrée depuis des stations de radio financées par la CIA au Honduras, au Salvador et au Costa Rica. Les sandinistes sont accusés de brûler des églises, kidnapper des enfants pour les envoyer à Cuba, provoquer artificiellement des pénuries alimentaires et tuer les personnes âgées pour les transformer en savon. Des méthodes de propagande similaires sont employées au Salvador, y compris concernant les personnes âgées changées en savon, dans la guerre psychologique livrée à la guérilla marxiste du FMLN. En France, Le Figaro publie des photos truquées censées témoigner des « massacres », voire du « génocide », que feraient subir les sandinistes aux indiens Mosquitos.
En 1989, la guérilla des Contras prend fin avec la signature de l'accord de Tela, prévoyant la démobilisation des combattants du FSLN et des Contras. Un an plus tard, en 1990, des élections démocratiques se tiennent et voient l'élection de l'Unión Nacional Opositora (Union nationale d'opposition, une coalition de partis opposés à Daniel Ortega), présidée par Violeta Barrios de Chamorro, obtenant 54,2 % des voix, et le FSLN quitte le pouvoir.

## Conséquences géopolitiques et internes
Au niveau intérieur, cet événement commence par l'assassinat, en janvier 1978, de Pedro Joaquín Chamorro Cardenal, directeur du journal La Prensa, qui critiquait fortement le régime de Somoza, ce qui provoque des manifestations massives à Managua provoquant ensuite la guérilla et la démission de Anastasio Somoza Debayle le 17 juillet 1979 avec l'intermède Francisco Urcuyo Maliaños et l'arrivée de Daniel Ortega à la présidence en 1984, l'Amérique soutenant ensuite en réaction les Contras. Mais la guerre se termine néanmoins avec l'accord de Tela en 1989. Cela a provoqué également un regain de tension entre États-Unis et URSS à la suite des événements existant après la révolution de Saur en Afghanistan (27-28 avril 1978) et la Révolution iranienne (7 janvier 1978-11 février 1979), provoquant une nouvelle tension entre les deux blocs durant la Guerre froide et sera à son apogée en 1983 frôlant la guerre atomique évitée grâce à l'officier Stanislav Petrov, puis s'apaisera avec l'arrivée de Mikhaïl Gorbatchev précédé de peu du retrait soviétique d'Afganistan (15 mai 1988-15 février 1989), de la signature le 7 août de la même année de l'accord de Tela ainsi que de la chute du mur de Berlin le 9 novembre 1989 mettant la fin de la rivalité entre les deux blocs accélérant la chute de l'URSS le 25 décembre 1991 ainsi que la disparition de la Guerre froide, la Russie, État fédéral succédant à l'Union des républiques socialistes soviétiques dirigé d'abord par Boris Etsine puis par Vladimir Poutine à partir du 31 décembre 1999.

### Documentaire
- État de guerre, Nicaragua.
- Nicaragua, une révolution confisquée.